# Brigitte Gullath
Brigitte Gullath (* 20. Juli 1953; † 7. Oktober 2012) war eine deutsche Althistorikerin und Bibliothekarin.
Brigitte Gullath studierte Geschichte, Politik und Germanistik. 1981 wurde sie an der Universität München bei Siegfried Lauffer mit einer Arbeit zum Thema Untersuchungen zur Geschichte Boiotiens in der Zeit Alexanders und der Diadochen für das Fach Alte Geschichte promoviert. Es folgte eine Ausbildung zur Bibliotheksreferendarin. Seit 1984 war Gullath an der Erwerbungsabteilung der Bayerischen Staatsbibliothek in München tätig. 1995 wechselte sie auf eigenen Wunsch an die Handschriftenabteilung der Bibliothek, wo sie ab 2005 die Leitung des Referats Handschriften und Benutzung übernommen hatte. Hier machte sie sich vor allem um die Forschungsdokumentation und um die Neuerwerbungen verdient. Sie betreute Faksimileprojekte und Ausstellungen und verfasste diverse Beiträge für Kataloge. Zudem arbeitete sie an Kommentarbänden mit.
Gullath starb nach langer Krankheit dennoch überraschend im Alter von 59 Jahren.

## Schriften (Auswahl)
- Untersuchungen zur Geschichte Boiotiens in der Zeit Alexanders und der Diadochen (= Europäische Hochschulschriften. Reihe 3: Geschichte und ihre Hilfswissenschaften. Band 169), Lang, Bern-Frankfurt am Main 1982, ISBN 3-8204-7026-3.
- Herausgeberin mit Hansjörg Kalcyk und Andreas Graeber: Studien zur Alten Geschichte. S. Lauffer zum 70. Geburtstag am 4. August 1981 dargebracht von Freunden, Kollegen und Schülern. 3 Bände, Bretschneider, Rom 1986, ISBN 88-85007-70-8.
- Wie finde ich altertumswissenschaftliche Literatur? Klassische Philologie, Mittel- und Neulatein, Byzantinistik, alte Geschichte und klassische Archäologie (= Orientierungshilfen. Band 23), Berlin-Verlag Spitz, Berlin 1992, ISBN 3-87061-207-X.
- mit Ulrich Montag: Ottheinrichs deutsche Bibel. Der Beginn einer großen Büchersammlung. Bayerische Staatsbibliothek/Faksimile-Verlag, München/Luzern 2002, ISBN 3-9802700-8-4 [auch beteiligt am zugehörigen Kommentar zur Faksimile-Ausgabe der Handschrift Cgm 8010/1.2 der Bayerischen Staatsbibliothek München, München 2002, ISBN 3-85672-080-4.]
- mit Karl-Georg Pfändtner: Der Uta-Codex. Frühe Regensburger Buchmalerei in Vollendung. Die Handschrift Clm 13601 der Bayerischen Staatsbibliothek (mit Faksimile-Beigabe), Quaternio-Verlag, Luzern 2012, ISBN 978-3-905924-14-5 (Adam S. Cohen: Rezension bei Sehepunkte, 15. September 2014).
- mit Anderen: Pracht auf Pergament. Schätze der Buchmalerei von 780 bis 1180 (= Bayerische Staatsbibliothek: Ausstellungskataloge. Nummer 86), Hirmer, München 2012, ISBN 978-3-7774-5391-0.